# Xyela alpigena
Xyela alpigena (лат.) — вид перепончатокрылых насекомых рода Xyela из семейства пилильщиков Xyelidae. 

## Распространение
Европа. 

## Описание
Мелкие пилильщики, длина около 4 мм; длина передних крыльев самок 4,5—4,8 мм (у самцов 3,8—4,3 мм). Голова жёлтая с чёрными отметинами. Кормовые растения для ложногусениц: сосны Pinus (Pinus cembra). Вид был впервые описан в 1895 году под первоначальным названием Pinicola alpigena Strobl, 1895.